# جيم ماثيسون (نحات)
جيم ماثيسون (بالإنجليزية: Jim Mathieson)‏ هو نحات بريطاني، ولد في 21 يونيو 1931، وتوفي في 12 أبريل 2003.